# Batalla del monte Escorobas
La batalla del monte Escorobas fue un enfrentamiento militar ocurrido entre fines del año 89 a. C. o inicios del 88 a. C. entre las tropas de la República romana, dirigidas por el legado Manio Aquilio, y las del Reino del Ponto, acaudilladas por el rey Mitrídates VI, en el contexto de la primera guerra mitridática. El encuentro se saldó con una victoria póntica.

## Antecedentes
Cuando el legado consular Aquilio exigió a Mitrídates VI una compensación para su aliado Nicomedes IV de Bitinia pero este se negó, el romano convenció al bitinio de invadir y saquear territorio póntico hasta Amastris. Mitrídates respondió reuniendo un ejército de 250.000 infantes y 40.000 jinetes, según Apiano, mercenarios tracios, escitas, tauros, sármatas, bastarnos y griegos pónticos, además de 10.000 jinetes aportados por su aliado, Tigranes II de Armenia. Según Memnón, el rey envió a su general Arquelao con sus aliados armenios y 40.000 infantes contra Nicomedes IV en Frigia, mientras él mismo invadía Paflagonia con 150.000 efectivos.
En respuesta, el legado Aquilio, el procónsul Cayo Casio Longino de Asia y el propretor Quinto Oppio de Cilicia reunieron tres ejércitos de unos 40.000 efectivos cada uno, principalmente auxiliares locales. El primero fue a detener al rey enemigo, el segundo se instaló en la frontera entre Bitinia y Galacia, y el tercero en las montañas de Capadocia. Además, tenían una flota anclada en Bizancio y comandada por Minucio Rufo y Cayo Popilio.

## Batalla
Nicomedes IV fue vencido en las orillas del Amnias por Arquelao y su hermano, Neoptólemo, logrando huir con unos pocos sobrevivientes. Neoptólemo se unió después a las fuerzas de su rey. Poco después, el rey bitinio se reunió con el legado en la frontera entre Ponto y Bitinia, en el monte Escorobas (griego: Σκορόβας, Skoróbas), donde 100 sármatas que formaban la vanguardia póntica derrotaron a 800 jinetes bitinios, tomando a algunos prisioneros que fueron liberados y enviados a sus hogares.
Aquilio decidió retirarse a la fortaleza de Protofáquio (griego: Πρωτοφάκιο, Protophakium; latín: Protophacium o Protophachium) enviando a Nicomedes IV a unirse con Casio. Cuando sus aliados bitinios estaban lejos, los generales pónticos Neoptólemo y Nemases aprovecharon de atacar al legado, forzándolo a entablar una batalla en que resultó completamente vencido. Su campamento fue capturado y todos los prisioneros hechos fueron liberados por orden de Mitrídates IV, a fin de ganarse el favor de los locales.

## Consecuencias
Durante la noche, Aquilio cruzó el Sangarius y huyó a Pérgamo, donde ya estaba Nicomedes IV, con la intención de llegar a Rodas.  El monarca se hizo con Licia, Panfilia y Jonia mientras Oppio intentó resistir en el río Lico con algunos jinetes y mercenarios, usando como base a Laodicea, pero cuando Mitrídates VI prometió el perdón a sus habitantes si entregaban al propretor, éstos lo traicionaron y entregaron con sus lictores. Aquilio fue capturado poco después, llevado ante el rey póntico montando un asno y ejecutado vertiéndole oro fundido en la boca.
Esta segunda gran victoria de Mitrídates VI significó el colapso del dominio romano en Anatolia. Los otros dos ejércitos romanos, aún intactos, se negaron a enfrentarlo por miedo al poderío demostrado. Se dedicó a designar sátrapas para los territorios recién conquistados, ocupar Magnesia, Éfeso y Mitilene, donde fue recibido como un libertador, tomar Estratonicea y enviar a sus generales a derrotar a los magnesios, paflagonios y licos que aún le resistían.
Conocedor de esta noticia, el Senado romano le declaró la guerra a Mitrídates VI, mandando al cónsul Lucio Cornelio Sila para gobernar Asia y derrotarlo. El monarca respondió animando una gran matanza, conocida como las vísperas asiáticas.

### Antigua
- Apiano. Guerras mitridáticas. Libro 12 de Historia Romana. Digitalizado por UChicago. Basado en obra de 1912, Harvard University Press, traducción latín-inglés por Horace White, notas de Jona Lendering.
- Memnón de Heraclea Póntica. Historia de Heraclea. Digitalizado en web Attalus. Basado en traducción griego-inglés de Andrew Smith, 2004. Véase cap. 22-40.
- Tito Livio. Periocas. Versión digitalizada en 2003 por Livius.org. Basada en The Latin Library corregida con la edición de Paul Jal, Budé-edition, 1984. Traducción latín-inglés por Jona Lendering & Andrew Smith. Es un índice y resumen de una edición del siglo IV de su obra Ab Urbe condita (hoy mayormente perdida). Véase libros 76-80 Archivado el 23 de julio de 2018 en Wayback Machine..

### Moderna
- Antonelli, Giuseppe (1992). Mitridate, il nemico mortale di Roma. Milán: Newton Compton Editori.
- Piganiol, André (1989). Le conquiste dei Romani. Milán: La Cultura. Traducción de Filippo Coarelli. ISBN 88-04-32321-3.

- Datos: Q968551